# فرانک فان دن آبله
فرانک فان دن آبله (انگلیسی: Frank Van Den Abeele؛ زادهٔ ۳ ژانویهٔ ۱۹۶۶ ‏(۵۹ سال)) دوچرخه‌سوار اهل بلژیک است.